# Timika
Timika – miasto w Indonezji, ośrodek administracyjny kabupatenu Mimika. Znajduje się w prowincji Papua Środkowa na wyspie Nowa Gwinea. Według danych z 2014 r. liczy około 130 tys. mieszkańców.